# یواخیم دو بله
یواخیم دو بله (به فرانسوی: Joachim du Bellay) شاعر قرن شانزدهم میلادی اهل فرانسه است.
او سخنگوی گروهی از شعرای معروف به پلیئاد بود و با اعلام بیانیه ای در سال ۱۵۴۹ تحت عنوان دفاع و تجلیل از زبان فرانسه نقش مهمی را در حرکت فرانسه به سوی تئاتر ملی داشت.